# Simon van de Passe

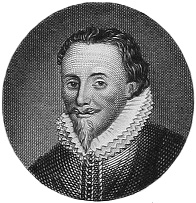
Simon van de Passe

Simon (van) de Passe, o Pas o Passaeus o Passeus (Colonia, 1595 – Copenaghen, 6 maggio 1647), è stato un incisore, disegnatore e mercante d'arte olandese del secolo d'oro, appartenente ad una famosa famiglia di incisori.

## Biografia

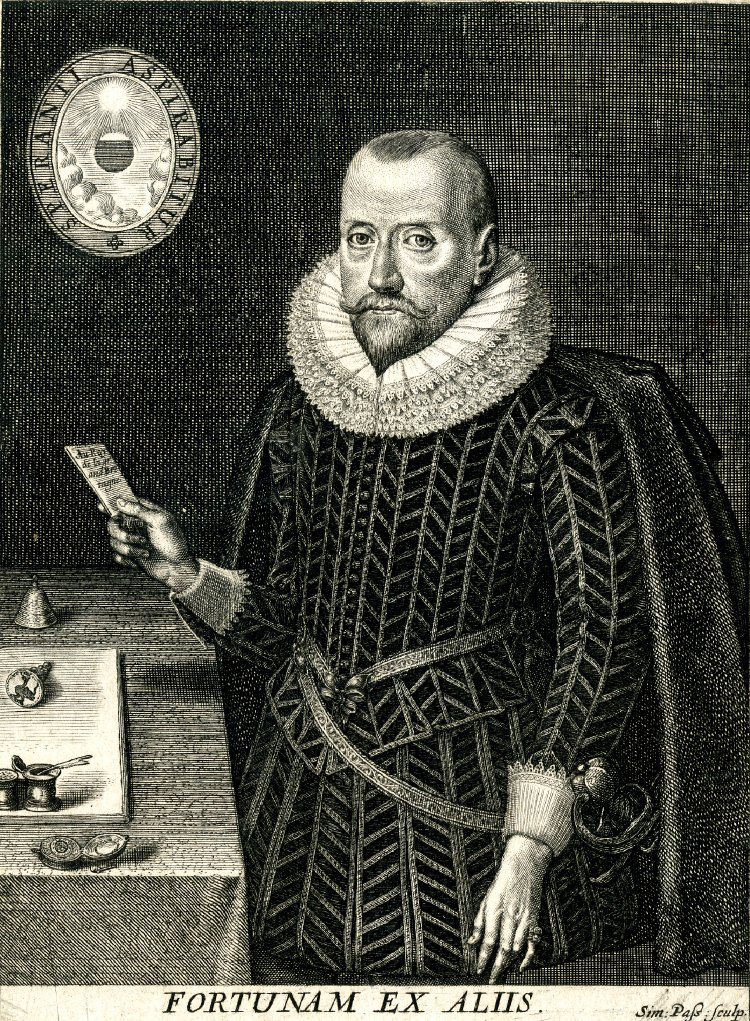
Ritratto di Robert Naunton

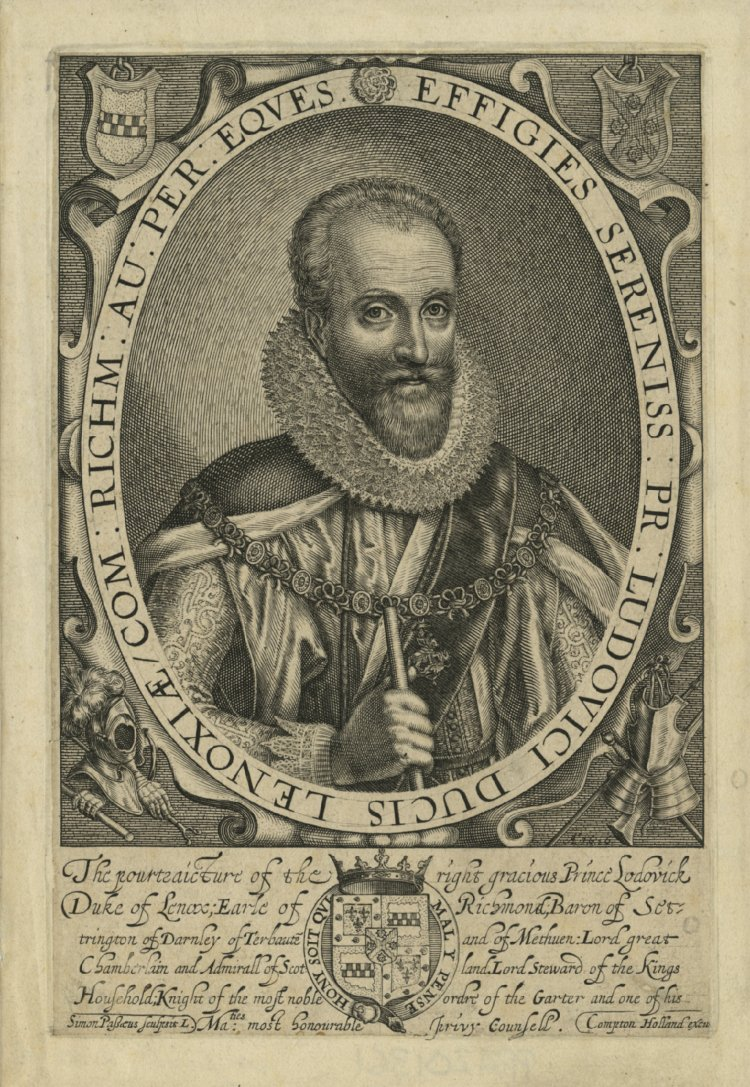
Ritratto di Ludovic Stewart, II duca di Lennox

Figlio di Crispijn van de Passe e fratello di Magdalena, Willem e Crispijn II, operò inizialmente a Utrecht dal 1612 al 1615. Nello stesso anno, si trasferì a Londra, dove rimase fino al 1622, incise ritratti e medaglioni dei membri della famiglia reale e realizzò ritratti per la Baziliωlogia di Henry Holland. Nel 1623 visitò il fratello Crispijn a Parigi. Ritornato a Utrecht nel 1624, nello stesso anno o nel 1626 fu nominato dal re Cristiano IV incisore presso la corte danese e rimase a Copenaghen fino al 1647. Si recò in Olanda Settentrionale nel 1637 per distribuire gli ordini per la realizzazione dei dipinti per il Castello di Kronborg e poi di nuovo nel 1639. Oltre al fratello Crispijn, ingaggiò i pittori Abraham Bloemaert, Jan van Bijlert, Adam Willaerts, Adriaen van Nieulandt, Solomon Koninck, Nicolaus Knüpfer, Claes Moeyaert, Isaac Isaacsz, Simon Peter Tilman e Gerard van Honthorst.
Si specializzò nella realizzazione di ritratti.
Fu suo allievo John Payne.

## Opere
- Ritratto di Robert Naunton, incisione, 166 mm x 124 mm, British Museum, Londra
- Ritratto di Ludovic Stewart, II duca di Lennox, incisione, 176 mm x 118 mm, 1620-1623, British Museum, Londra
- Ritratto di Pocahontas, incisione, 17 × 11,7 cm, 1616, National Portrait Gallery, Londra[4]
- Ritratto del vescovo Gervase Babington, incisione, 15,56 × 10,8 cm, 1620, National Portrait Gallery, Londra[5]
- Ritratto di Thomas Egerton, I° Visconte Brackley, incisione, 171 mm x 112 mm, 1616-1620, British Museum, Londra[6]
- Ritratto di Magdalena van de Passe, incisione, con didascalia Magdalena de Passe, philia Crispiani sculptrix celeberrima, AET. 30, 1630[7]
- Anna di Danimarca, Carlo I d'Inghilterra, quando era Principe del Galles, Giacomo I d'Inghilterra, incisione, National Portrait Gallery, Londra[8]